# Diszkoszhalak
A diszkoszhalak (Symphysodon) a Cichlidae családba tartozó halnem. Három, az Amazonas folyó medencéjében élő faj tartozik a nembe. A diszkoszhalak népszerű akváriumi halak, tenyésztésük több ázsiai ország számára jelent komoly bevételi forrást.

## Rendszerezés
A diszkoszhalak a Symphysodon nembe tartoznak, amibe jelenleg három faj tartozik: leggyakoribb a Diszkoszhal (Symphysodon aequifasciatus), a másik kettő a Heckel-diszkosz (Symphysodon discus) és egy új faj, amit Symphysodon tarzoo-nak neveztek el. . Egy 2007 augusztusi tanulmány a következő három fajra osztotta a nemet  : S. aequifasciatus, S. haraldi és S. discus.

## Tartása
Az akváriumok császárának is nevezik a méltóságos megjelenésű diszkoszhalat. Az Amazonas vidékén otthonos, ahol a bozótos mocsarak meleg, nyugodt, lassú folyású vizeiben a vízinövények és a vízbe lógó vegetáció ágai között él. Teste kerek, oldalról lapított, diszkosz alakú. Ez a testalak segíti a rejtőzködést a hosszú levelű növények között. Hát-és farokalatti úszójának alapja nagyon hosszú, majdnem a farokúszóig ér, a nőstény tojócsöve lekerekített. A nemek megállapítása nehéz, az ikrás nőstények „kövérebbek”.
Akváriumban számtalan különböző színű tenyésztörzset alakítottak ki. A kereskedelemben leggyakrabban a zöld, a kék, a barna és a vörös diszkoszhal kapható, de léteznek türkizkék és királykék változatok is. A legtöbb diszkoszhalnak függőleges sávos vannak a testén, melyek eredeti élőhelyén a környezetbe olvadást szolgálják, de már kitenyésztettek egyszínű változatokat is.
Kényes hal, csak tapasztalt akvaristáknak való. Kizárólag tiszta, jó minőségű vízben tartható hosszabb ideig életben. Igényli a nagyon lágy, enyhén savanyú vizet. Mivel tekintélyes méretűre megnő (20 cm), nagy akváriumot kell biztosítani a számára. Ez egy tenyészpárnak 200 litert, egy kis csapatnak minimum 500 litert jelent. A csoportosan mozgó diszkoszhalak sűrű növényekkel beültetett sötét hátterű medencében fenséges látványt nyújtanak. Csak hasonlóan magas hőmérsékletet igénylő halakkal lehet együtt tartani, például vitorláshalakkal vagy vörös neonhalakkal. Ragadozó, apró gerincteleneket fogyaszt és változatos étrendet kíván. Nem szereti a túl világos medencét, ezért magas, felszínen lebegő növényekkel árnyékoljunk. Legtöbbször a víz középső rétegeiben, egy helyben lebegve tartózkodik. 
Szaporítása nem egyszerű. Nagy türelem és ügyesség szükséges hozzá, valamint ásványi anyagokban szegény, savas víz. A szülők függőleges felületekre rakják nagyszámú ikrájukat. Az utódokat mindkét szülő gondozza. Olyannyira ivadékgondozók, hogy az első hetekben a nőstény speciális bőrváladékot termel az ivadékok táplálására, ezért néhány hétig a kicsiket szüleik mellett hagyhatjuk. A bőrváladék nélkül a kicsik ritkán nevelhetők fel.